# Catocala bunkeri
Catocala bunkeri là một loài bướm đêm trong họ Erebidae.